# Kammer Ensemble de Paris
Fondé en 1987 par le violoniste Jean-Claude Bouveresse, le Kammer Ensemble de Paris est une formation de musique de chambre composée de cordes et de vents. Elle y associe régulièrement le piano et la voix.
Premiers Prix des Conservatoires de Paris, Berlin et Bruxelles, lauréats de concours internationaux, ses musiciens appartiennent aux grandes formations symphoniques de la capitale (Opéra de Paris, Orchestre de Paris, Orchestres de Radio-France, Ensemble orchestral de Paris, Ensemble Intercontemporain) ou enseignent dans de grandes structures nationales (conservatoires nationaux supérieurs et conservatoires à rayonnement régional, département, communal ou intercommunal).
Du trio au dixtuor, dans toutes les combinaisons instrumentales possibles, le Kammer Ensemble de Paris joue un répertoire qui s'étend du XVIIIe siècle à nos jours.
Il se produit en France, en Suisse et dans de nombreux pays de la communauté européenne.
À Paris, il est un familier des salles de musique de chambre comme Cortot, Gaveau ou l’Auditorium du Musée d'Orsay.
Bien qu’il se produise communément sans chef, le Kammer Ensemble de Paris donne des concerts et enregistre parfois sous la baguette de grands maîtres.
Ainsi la collaboration avec Armin Jordan a-t-elle été très fréquente et a donné lieu à huit enregistrements dont un DVD. De même, des pianistes de renom (Jacques Rouvier, Anne Queffélec, Christian Ivaldi, Théodore Paraskivesco, Claire-Marie Le Guay, Evelina Borbei) et de grandes voix (Felicity Lott, Doris Soffel) ont aussi travaillé en collaboration avec le Kammer Ensemble de Paris.
Sa discographie comporte, à ce jour, une vingtaine d'enregistrements qui  témoignent d’un intérêt marqué pour les grandes références classiques (Mozart, Beethoven, Brahms, R. Strauss, Wagner, Schoenberg) et pour les découvertes (Nielsen, Harsanyi, Delage, Jaubert, Novák, Koechlin).